# Unformal
«Unformal» — азербайджанская группа, исполняющая альтернативный рок с текстами на азербайджанском и английском языках. За 9 лет существования группа смогла получить широкую известность в Азербайджане, Турции и Украине.

## Состав
- Рустам Медов — вокал, гитара
- Диляра Кязымова — вокал
- Игорь Гаранин — гитара, электроника, ambient
- Фарида Нэльсон — бас, гитара, пиано
- Манухин Евгений — барабаны

## История
Основали группу в 2000 году Евгений Манухин и Рустам Медов. Первый год состав группы часто менялся. В 2001 к группе присоединилась бас-гитаристка Фарида Джафарова и гитарист Виктор Сосновский. В таком составе группа начала репетировать в мансарде одного из исторических зданий, в самом центре Баку, где находились мастерские известных азербайджанских художников. Первое название группы — «Informal Harmony», музыканты сначала сменили на «Unformal Harmony» (намеренно исказив слово «İnformal», сделав название уникальным), а в 2003 году сократили до Unformal.

Вручение премии «Золотой Полумесяц». 2001 год

В 2001 году, на фестивале альтернативной музыки «BIC Fest 01», организованном продюсерским центром ODER, группа получила приз «Золотой полумесяц» («Qızıl Aypara») как лучшая рок-группа Азербайджана 2001 года.
В 2002 году группа выпустила свой первый демо-альбом под названием «Realliq norması?» (Норма реальности?). В него вошли 11 песен, среди которых первый хит группы — «Mən azad olsaydım» (Если бы я стал свободным). Альбом произвел хорошее впечатление на любителей рок и рэп музыки. Группа сумела найти баланс, между набравшим в те годы огромную популярность Ню-металом и мелодичным гаражным роком, что в купе с необычным баритоном Рустама Медова и мелодичным речитативом, сделала музыку группы узнаваемой. В этом же году группа съездила в мини тур по Азербайджану, выступила на фестивалях «За Мир На Кавказе» в Тбилиси и на ежегодном опен-эйр фестивале «День музыки». На место Виктора Сосновского, покинувшего группу, приходят два молодых гитариста — Рустам Алиев и Имран Рзаев. В середине 2003 года, группа впервые выступает в городе Гянджа и выступает на главной концертной площадке Азербайджана — Дворце имени Гейдара Алиева, в финале песенного конкурса «Sing your song» c новой песней «Nəbz».

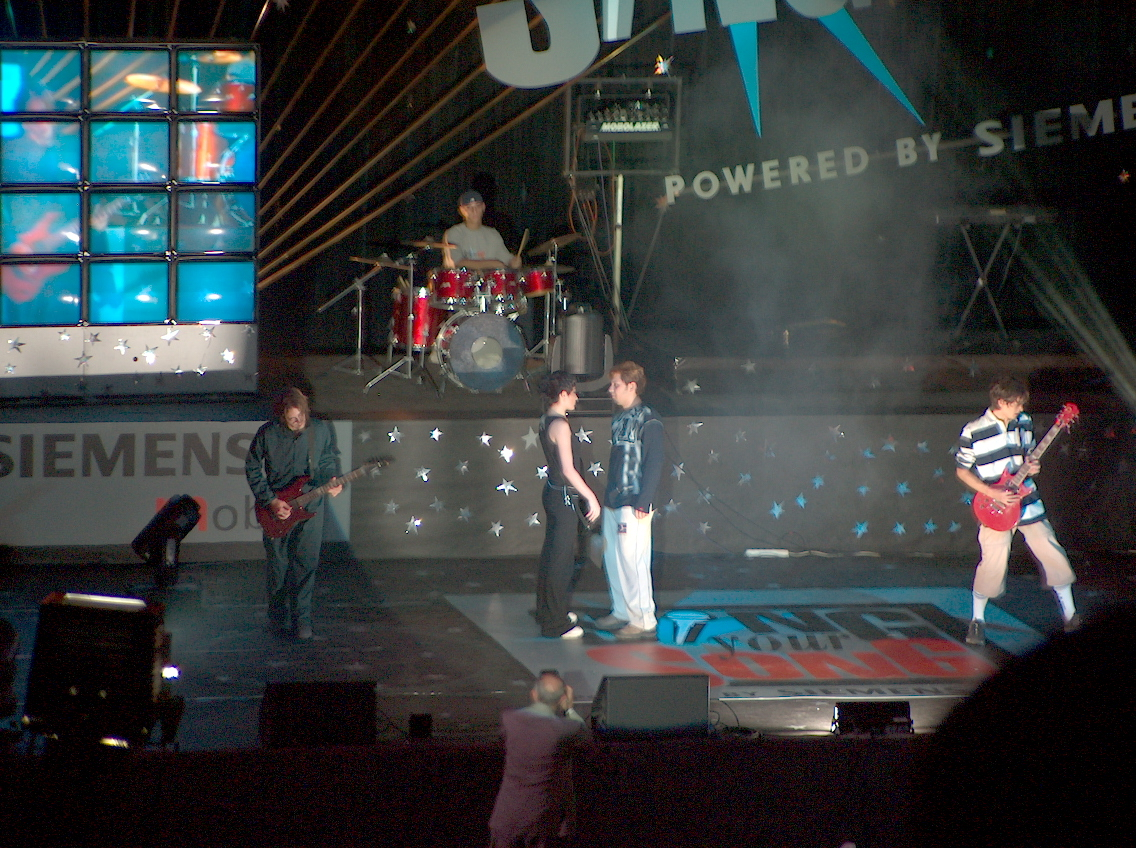
Выступление Unformal во дворце имени «Гейдара Алиева». 2003 год

Осенью 2003 года «Unformal» записывают мини-альбом «Sui-Qəsd» (Заговор), куда помимо «Nəbz» входят ещё 4 песни, среди которых одна из самых известных песен группы «Sui-Qəsd», «Mentalitet»,"Qulaq Ass!" (Послушай!) и «Sənin üçün» (Для тебя). Альбом по звучанию стал жёстче, не потеряв при этом свою мелодичность. Темы песен — критика по отношению к эстрадной музыке Азербайджана конца девяностых и начала нулевых годов, а также в адрес индустрии шоу-бизнеса Азербайджана, которая в те годы строилась исключительно на свадебных выступлениях. В альбоме были как ироничные песни («Gulaq ass!» («Послушай!»), «Mentalitet»), так и серьёзные размышления на актуальные темы. Открывающая альбом композиция "Sənin Üçün, где рваный гитарный риф под монотонное чтение статьи о поэзии Насими, сменялся мелодичным бриджем с фразой «Məndə yetərli orta barmaq var sənin üçün» (Мне достаточно среднего пальца для тебя). «Песня „Gulaq ass!“, стала последней песней в репертуаре группы, где Рустам использовал речитатив. В ней был высмеян главный Биф рэп-сцены Баку, между популярными в то время азербайджанскими рэперами — группой Deyirman и репером Гусейном Дарья („Qurdlarla göbələklər qoy bir-birini qirsinlar, sözun düzü məni s####r bu qatiğ soyqırımlar“ (Пусть и те и другие друг друга уничтожат, меня совершенно не интересуют эти глупые войны)). Также в песне, в ироничной форме затронуты рэп-исполнители, которые использовали минусовые фонограммы известных зарубежных исполнителей, выдавая их за свои песни. Сделано это было в свойственной группе манере — начальный риф — немного видоизмененный риф одной из песен популярных тогда „Limp Bizkit“, под который Рустам читал строчки „Bu mahnı plaqiat deyil. Bu mahnida men sözlerimi dedim“ (Эта песня не плагиат, я просто передал вам свои мысли)», спетые не синхронно и смешивающиеся в какофонию. Альбом «Sui-Qəsd» — единственная пластинка группы, записанная полностью на азербайджанском языке и первая, которую группа решает не выпускать на компакт-дисках, а публикует на официальном сайте.
Весь 2004 год, группа работает над новыми материалом, параллельно играя новые песни на концертах. Летом группу приглашают в качестве гостей на тв проект «Sing Your Song» (песенный конкурс, в котором группа участвовала годом ранее с песней «Nəbz» (пульс)). Unformal исполнили недавно вышедшую песню «Cherry» в дуете с участницей конкурса, певицей Дилярой Кязимовой, с которой они к тому моменты дружили несколько лет.
В феврале 2005 года, Фарида оставила группу и сосредоточилась на своем сайд-проекте — поп-рок группе W/Omen. В Unformal её заменил давний друг музыкантов — Ярослав Фадеев. В течение 4 последующих месяцев, музыканты написали материал для новой программы, которую выпустили в виде полноценного альбома — «Unformal». Альбом отличался от «Realliq norması» и «Sui-Qəsd» более гаражным звучанием и минорным настроением песен. Открывала альбом песня «Hate song» (песня ненависти), где строчкой «F. this world. You really love that words?», музыканты прощались с эпохой рэп-роковых и нью-метал песен. Презентация прошла в клубе «Bıack Jack» при полном аншлаге. Отыграв до конца года несколько концертов, группа взяла паузу на полгода.
В середине 2006 года, после распада группы W/Omen, Фарида Джафарова возвращается в Unformal и буквально через месяц, музыканты записывают свой четвёртый релиз — EP «Go Ride!». «Go Ride!» — самая тяжелая и сложная по восприятию пластинка группы. Вместо сарказма и иронии, присущих группе в ранних альбомах — размышления на тему обмана и его последствий в заглавной песне «Go Ride», взгляд на религию в боевике «God Made Suicide», личные переживания из детства в гранжевой «Shaved and Shamed», отношении к любви в «My Pain(Love you)» и политике в «Might makes right». Также в альбоме была в качестве бонус трека, альтернативная версия песни «İlichs Lamp», которая уже издавалась в 2005 году в альбоме «Unformal». «Go Ride» EP, как и «Sui-Qəsd» EP, не был выпущен на компакт-дисках и был опубликован на официальном сайте группы.
Летом 2006 года к группе присоединяются Диляра Кязымова и пришедший на смену уехавшего на ПМЖ в Канаду Рустама Алиева, гитарист, диджей и звукорежиссёр Игорь «Looper» Гаранин. В это же самое время директором группы становится давний друг Рустама Медова, проживающий в Киеве бизнесмен и меценат Сабир Дадашев. В 2006 году Сабир знакомится с известным украинским продюсером Виталием Климовым. В октябре 2006 обновленная группа Unformal, имеющая в своем составе Диляру Кязимову и Рустама Медова (вокалисты), Игоря Гаранина и Имрана Рзаева (гитаристы), Фариду Джафарову (бас) и Евгения Манухина (барабанщика), дает двухчасовой соло-концерт под названием «İlk Sui-Qəsd» («Первый заговор»), который проходит при полном аншлаге. Приглашенный на это событие украинский продюсер Виталий Климов, подписывает музыкантов на свой лейбл «UkrMuzProm» и спустя два месяца группа отправляется в Киев, где под руководством звукорежиссёра Виталия Телезина записывает сингл «Sonsuz Yol» (Бесконечная дорога) с участием киевского филармонического оркестра под управлением сербского музыканта, клавишника группы Океан Эльзы Милоша Елича. Эта песня являлась частью саундтрека, который музыканты написали для фильма Sirat Korpusu.

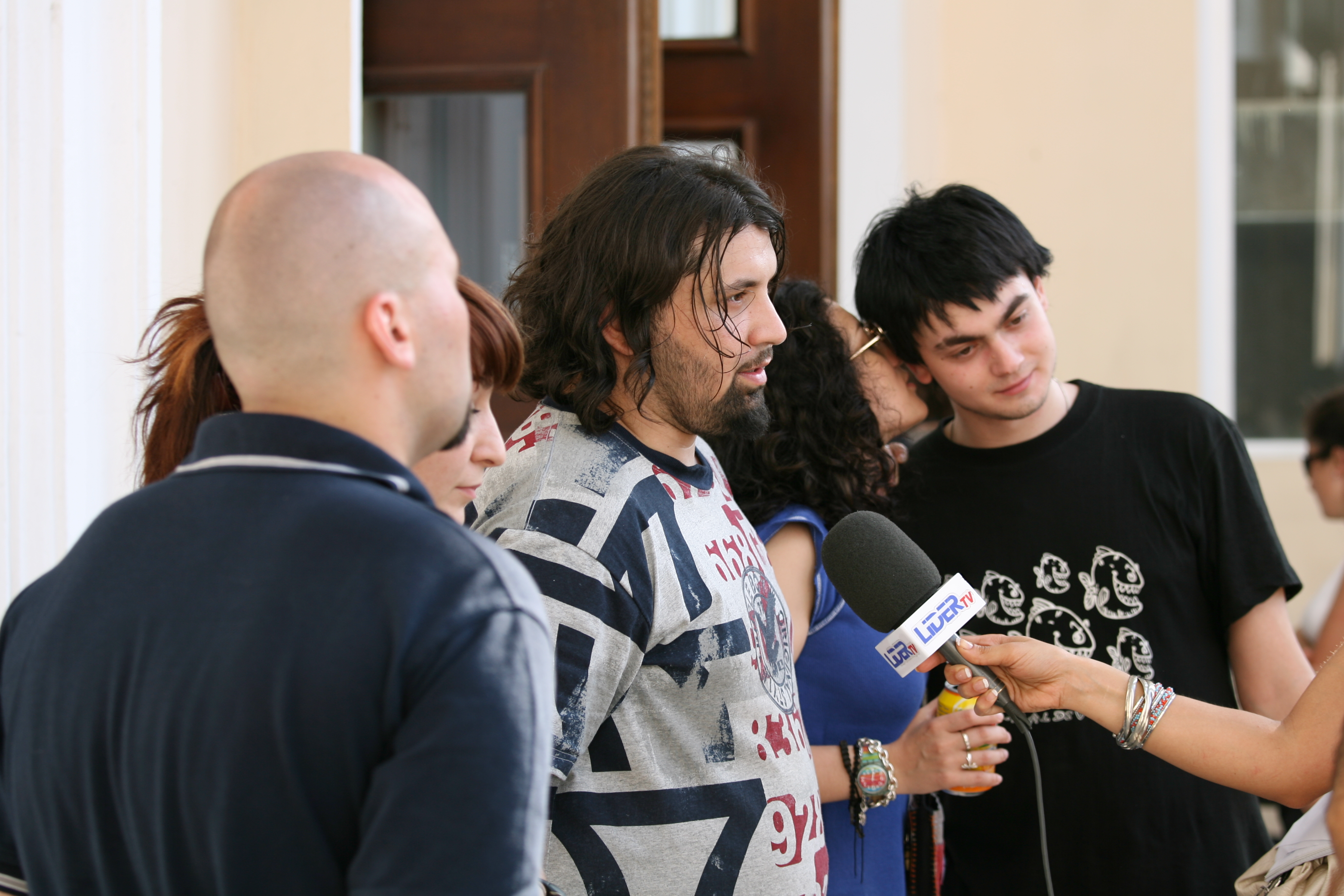
Unformal — интервью группы в 2007 году

В марте 2007 года Unformal презентовали клип на песню «Sonsuz Yol», которая стала хитом и несколько недель занимала первую строчку хит-парада «Гараж», в одноимённой музыкальной телепередаче общественного телевидения Азербайджана. В августе 2007 видеоклип занял прочное место в топ-десятке на M1 (украинском музыкальном телеканале). В то же время, клип на песню «Sui-Qəsd», снятый в 2004 году, попал в ротацию телеканала DREAMTV, вещающего на территории Турции, где интерес к группе заметно вырос. Летом группа, второй раз в истории, выступила на опен-эйр фестивале «День Музыки»..

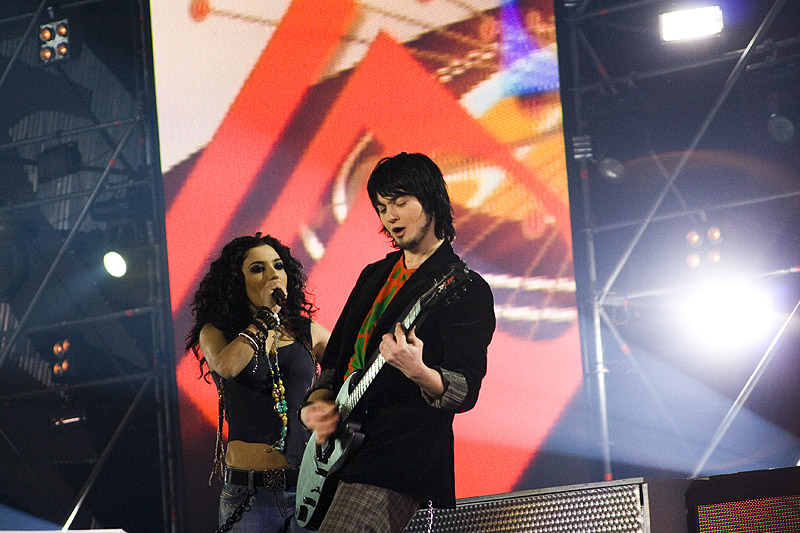
Unformal — выступление в финале национального отбора на Евровидение 2008

В 2008 году группу пригласили поучаствовать в отборочном конкурсе в Азербайджане для выхода на Евровидение, где они заняли второе место. Подготовкой номера, занимался украинский режиссёр — Семен Горов В то же время группа записала третий студийный альбом, под названием «The End», который вышел в марте 2008 года и так же, как и предыдущий релиз, был опубликован только на официальном сайте группы и не издавался на компакт-дисках. В музыке группы стали явно слышны элементы фолк-рока (в заглавной песне «The End» использовались азербайджанские национальные инструменты зурна, тар и нагара).
В марте 2008 года, группу покидает её вокалист и основатель Рустам Медов.
В 2009 году, после ухода из группы Игоря Гаранина, Unformal приостанавливает свою деятельность.
В 2013 году, «Unformal», номинировалась на премию «Caucasian Music Awards» в номинации «За вклад в развитие рок-музыки».

## Дискография
- - 2002 — «Realliq Norması?»
  - 2003 — «Sui-Qəsd» EP
  - 2005 — «Unformal»
  - 2006— «Go Ride!» EP
  - 2006 — «Sonsuz Yol» single
  - 2008 — «The End»

## Стилистика
Изначально группа стремилась играть популярный в начале нулевых рэпкор, но в конце 2002 полностью поменяла стиль на более мелодичный альтернативный рок.